# Львовский бронетанковый завод
Львовский бронетанковый завод — государственное предприятие бронетанковой промышленности Украины, расположенное во Львове. Предприятие осуществляет диагностику, ремонт, техническое обслуживание, переоборудование и модернизацию бронетехники.

## История
Танкоремонтный завод № 17 (в/ч 33198) был создан 9 мая 1944 года в Дарницком районе города Киева. В дальнейшем он двигался за линией фронта и был размещён на окраине Львова. До конца Великой Отечественной войны завод отремонтировал свыше тысячи единиц техники (в том числе, танки Т-34 и самоходные орудия СУ-76).
В 1950-е годы завод освоил капитальный ремонт танков Т-54, Т-55, а также инженерной техники на их базе (тягачей БТС-4, БТС-4А, БТС-4В), разрабатывал и изготавливал стендовое и нестандартное оборудование.
В 1965—1966 годы на базе танка Т-54 здесь были построены первые советские самоходные стреловые краны СПК-12Г.
В 1971 году на базе СУ-122-54 завод построил опытный образец бронированного тягача БТС-600.
В 1980-х годах завод освоил капитальный ремонт танков Т-72 и специальной инженерной техники на их базе, а также производство БМР-1.

### После 1991 года
После провозглашения независимости Украины, 17-й бронетанковый ремонтный завод был передан в подчинение министерству обороны Украины и переименован в государственное предприятие «Львовский ремонтно-механический завод».
С 1993 года в рамках программы конверсии предприятий военно-промышленного комплекса Украины завод налаживает производство гражданской техники. В производственной программе ЛРМЗ появились гусеничный кран КГС-16, гусеничный тягач ГТУ-1-05, городской пассажирский автобус ЛиАЗ-5256, городской микроавтобус А-043 «Борсук» на шасси ГАЗ-3302, гусеничные тракторы на базе конверсионной техники ЛРМЗ-460, ЛРМЗ-580.
В 2001 году завод разработал проект модернизации автомашин HMMWV (установка на крышу 12,7-мм пулемёта НСВТ, повышение защиты за счёт установки дополнительных стальных пластин, установка прибора ночного видения и радиостанции Р-130М).
8 декабря 2006 года Кабинет министров Украины исключил завод из списка стратегических предприятий Украины.
В 2008 году завод имел возможность:
- производить тягачи БТС-4А, БТС-4В, БТС-4Д, БТС-5 (с краном 1,5 т), БТС-5Б (с краном 12 т)[1]
- производить бронированные машины разминирования БМР-1 и БМР-2[1]
- производить бронированные ремонтно-эвакуационные машины БРЭМ-3 (с краном 12 т) на базе танка Т-55[1]
- производить гусеничные ленты для танков Т-55 и Т-72[1]
- выпускать запчасти и комплектующие для модернизации танков Т-55 и Т-72, бронированных ремонтно-эвакуационных машин БРЭМ-3, тягачей БТС-5 и инженерных машин[1]
- производить инструмент и оснастку для комплектования танкоремонтных мастерских ТРМ-У и ТРМ-У-1[1]
- производить стенды и оборудование для испытания силовых агрегатов (кроме двигателя) танков Т-55 и Т-72[1]
- модернизировать танки Т-54 к типу Т-54Б, Т-54М с техническими характеристиками Т-55[1]
- модернизировать танки Т-55 к типу Т-55М, Т-55МВ[1]
- выполнять капитальный ремонт танков Т-54, Т-54Б, Т-54М, Т-55, Т-55М, Т-55МВ, Т-62, Т-72, Т-72А, Т-72Б; мостоукладчиков МТУ-20; инженерных машин разминирования ИМР-1 и ИМР-2; подвижных танкоремонтных мастерских ТРМ-70 и ТРМ-75 с перекомпоновкой кузова и комплектацией их по типу ТРМ-У[1]
- изготавливать стенды для ремонта агрегатов танков Т-55 и Т-72[1]
- оказывать услуги военно-технического назначения: командировать команды специалистов по ремонту танков Т-55 и Т-72; обучать экипажи и специалистов по эксплуатации и ремонту бронетанковой техники[1]

Перед началом войны в Грузии завод выполнял заказы по ремонту бронетанковой техники для вооружённых сил Грузии.
После создания в декабре 2010 года государственного концерна «Укроборонпром», в 2011 году завод вошёл в состав концерна. В дальнейшем «Львовский ремонтно-механический завод» был переименован в «Львовский бронетанковый завод».
В июле 2011 года находившиеся на балансе предприятия 26 жилых домов и заводское общежитие были переданы в коммунальную собственность города.
В 2013 году объём выпущенной продукции был увеличен на 9 % и составил 295,7 млн гривен. С целью энергосбережения в 2013 году на заводе была введена в эксплуатацию новая котельная, а на трансформаторной подстанции — установлена конденсаторная установка «Галиченерго». В результате за 2013 год экономия составила 6,5 млн гривен.

### После 22 февраля 2014 года
В марте 2014 года завод был привлечён к выполнению военного заказа по восстановлению и ремонту бронетехники вооружённых сил Украины.
15 мая 2014 года министерство обороны Украины сообщило, что завод занимается ремонтом и восстановлением военной техники, ранее длительное время находившейся на хранении
Кроме того, в мае 2014 года на выставке вооружений «KADEX-2014» был представлен демонстрационный образец пожарной машины ГПМ-72, изготовленной на базе танка Т-72.
3 июля 2014 директор завода сообщил в интервью, что на завод для ремонта перед отправкой в зону боевых действий на востоке прибыли семь БРЭМ-1 и ремонт первой машины уже начат. Кроме того, он сообщил, что завод начал изготовление комплектов решётчатых противокумулятивных экранов для бронетехники
24 июля 2014 директор завода объявил, что завод осваивает новый вид деятельности — ремонт колёсных бронетранспортёров БТР-80, при этом работники предприятия уже начали ремонт первых четырёх поступивших на завод БТР-80
В июле 2014 года было объявлено, что на ГП «Львовский бронетанковый завод» планируют начать сборку и производство бронемашин «Дозор-Б» (производство первого броневика было начато в августе 2014 и завершено в январе 2015 года, а 30 января 2015 года броневик «Дозор-Б» был представлен президенту Украины П. А. Порошенко).
В августе 2014 завод произвёл капитальный ремонт и модернизацию одного бронетранспортёра БТР-60П (были установлены крепление для пулемёта, новая радиостанция и решётчатые противокумулятивные экраны). 28 августа БТР (получивший собственное имя «Лютий Зеник») был передан в 3-й батальон территориальной обороны Львовской области.
29 августа 2014 заместитель главы «Укроборонпрома» Сергей Пинькас сообщил, что «Укроборонпром» намерен перевести предприятия на трёхсменный график работы, чтобы повысить производительность на 40 %.
9 сентября 2014 завод завершил ремонт и передал в войска одну БРДМ
17 сентября 2014 директор завода сообщил, что завод уже отремонтировал и отправил в войска на востоке страны три БРЭМ-1, и начал ремонт ещё четырёх машин этого типа.
23 октября 2014 «Укроборонпром» объявил о намерении унифицировать работу заводов по производству бронетехники.
27 октября 2014 завод отремонтировал и передал пограничной службе Украины один БТР-60ПБ и начал ремонт ещё трёх БТР-60ПБ.
31 декабря 2014 завод передал в войска 28 единиц тяжёлой гусеничной бронетехники: танки Т-72А, Т-64БВ и инженерные машины разграждения ИМР-2М.
27 января 2015 министерство обороны Украины сообщило о том, что в одно из подразделений переданы «несколько десятков» танков, отремонтированных на заводе.
С 4 марта 2015 завод входит в перечень предприятий, имеющих стратегическое значение для экономики и безопасности Украины.
3 апреля 2015 было объявлено о начале работ по серийному производству бронемашин «Дозор-Б» на Львовском бронетанковом заводе, однако до 13 июня 2015 года было изготовлено только десять корпусов, из которых было собрано только два серийных образца «Дозор-Б». 12 июня 2015 директор завода был снят с должности в связи с невыполнением производственного плана предприятия и задержкой в налаживании серийного производства «Дозор-Б»
3 июня 2015 завод завершил ремонт и передал пограничной службе Украины один БТР-60ПБ. Сообщается, что это пятый БТР-60, отремонтированный заводом для пограничной службы.
11 августа 2015 главный инженер завода В. Андрощук сообщил в интервью, что выпуск «Дозор-Б» не освоен потому, что государством выделено недостаточно средств на выполнение работ. В этот же день пресс-служба ГК «Укроборонпром» сообщила, что за период с начала 2015 года завод передал в войска свыше 100 единиц бронетехники.
11 сентября 2015 состоялось открытие нового заводского цеха, предназначенного для производства бронемашин «Дозор-Б», численность работников цеха составляет 56 человек.
19-20 сентября 2015 завод передал в войска партию отремонтированных танков Т-72. 19 сентября 2015 министр обороны Украины С. Полторак сообщил в интервью, что с начала 2015 года завод отремонтировал и передал в войска 62 танка. Помимо ремонта танков, в 2015 году завод изготовил партию бронемашин «Дозор-Б», а также выполнял ремонт боевых машин разминирования, инженерных машин разграждения, танковых двигателей и прицелов ТПДК та 1А-40.
В марте 2016 завод изготовил опытный образец нового поколения многоцелевого тягача БТС-5Б.
6 апреля 2016 года пресс-служба ГК «Укроборонпром» сообщила о готовности к серийному производству бронемашин «Дозор-Б» на Львовском бронетанковом заводе. Как сообщил главный инженер ЛБТЗ И. Чурилов, задержка в производстве была вызвана освоением технологии сварки броневой стали с соблюдением теплового режима, нарушение которого приводило к образованию трещин в металле.
27 июля 2016 завод передал в войска три БРЭМ-1.
25 сентября 2018 года завод представил построенную на базе танка Т-72 БРЭМ «Лев».
В марте 2019 года завод завершил изготовление партии БРЭМ БТС-4ЛБТЗ для страны из Юго-Восточной Азии. В мае 2019 года был представлен демонстрационный образец БРЭМ «Зубр», построенный на базе Т-55.
В августе 2019 года завод отказался от производства бронеавтомобилей «Дозор-Б» и освоил модернизацию танков Т-64 до уровня Т-64 образца 2017 года. Сообщается, что модернизированный танк получает модернизированный тепловизор производства киевской фирмы ООO «Тримен Украина», цифровую радиостанцию «Либідь К-2РБ», прибор спутниковой связи производства «Оризон-Навигация» и новый вариант динамической защиты.
В октябре 2021 года в ходе проверки деятельности завода СБУ было установлено, что при ремонте бронетехники на ЛБТЗ на неё устанавливали некачественные гусеничные ленты, не соответствующие заявленным техническим характеристикам.
26 марта 2022 года во время вторжения России в Украину предприятие получило сильные повреждения в результате ракетного удара российских войск.

## Руководство
13 июня 2015 года директор завода Александр Остапец был уволен из-за невыполнения производственных планов на предприятии. 1 октября 2015 года он был задержан по обвинению в злоупотреблении служебным положением и по подозрению в присвоении 2 млн гривен, выделенных государством на ремонт военной техники. Шевченковский районный суд Львова избрал меру пресечения в виде содержания под стражей для Александра Остапца и назначил залог в размере 30 млн гривен.

## Дополнительная информация
- на территории завода на пьедестале установлен в качестве памятника танк Т-54 образца 1949 года (ремонт которых ранее осуществлял завод)